# پوریا لطیفی‌فر
پوریا لطیفی‌فر (زادهٔ ۲۵ مرداد ۱۳۸۲) بازیکن فوتبال اهل ایران است که در پست هافبک برای باشگاه گل‌گهر سیرجان در لیگ برتر خلیج فارس بازی می‌کند.